# 英格蘭及威爾斯大律師公會
英格蘭及威爾斯大律師公會（英語：General Council of the Bar）成立於1894年，是英格蘭及威爾斯的大律師專業團體。而英國大律師執業標準委員會則根據《2007年法律服務法令》（Legal Services Act 2007）規範與管理大律師執業。大律師公會亦代表著大律師的利益 。

## 歷史
大律師公會成立於1894年，目的是為了處理違反大律師職業操守的行為。這權力以往是司法部門處理的。後來律師學院在1974年另行成立了律師學院大律師評議會（Senate of the Inns of Court and the Bar），導致於1987年1月1日當Lord Rawlinson發表報告後是兩者聯盟關係破裂。隨後通過的《1990年法院及法律服務法令》（Courts and Legal Services Act 1990）規定大律師公會是一個大律師的專業團體，而其專業規管權力比2006年成立的英國大律師執業標準委員會取代。

## 歷任主席
- 1958 – Gerald Gardiner
- 1959 – Gerald Gardiner
- 1995 – Peter Goldsmith[4]
- 1998 – Heather Hallett[4]
- 1999 – Daniel Brennan[4]
- 2000 – Jonathan Hirst[5]
- 2001 – Roy Amlot[4]
- 2002 – David Bean[6]
- 2003 – Matthias Kelly[4]
- 2004 – Stephen Irwin[7][4]
- 2005 – Guy Mansfield[8]
- 2006 – Stephen Hockman[9][4]
- 2007 – Geoffrey Vos[4]
- 2008 – Timothy Dutton[4]
- 2009 – Desmond Browne[4]
- 2010 – Nicholas Green[4]
- 2011 – Peter Lodder[10]
- 2012 – Michael Todd[4]
- 2013 – Maura McGowan[4]
- 2014 – Nicholas Lavender[11][4]
- 2015 – Alistair MacDonald[12][4]
- 2016 – Chantal-Aimée Doerries[12][4]
- 2017 – Andrew Langdon[13][4]
- 2018 – Andrew Walker QC[14]

## 外部連結
- 英格蘭及威爾斯大律師公會 （页面存档备份，存于）（英文）